# Île Bizard
Die Île Bizard ist eine Insel im Südwesten der kanadischen Provinz Québec. Sie liegt im Mündungsbereich des Ottawa im Lac des Deux Montagnes. Von der südöstlich gelegenen Île de Montréal ist sie durch den Rivière des Prairies getrennt. Die Insel ist 22,77 km² groß und somit die viertgrößte im Hochelaga-Archipel. Seit 2002 gehört sie zum Stadtgebiet von Montreal.

## Beschreibung
Auf der Île Bizard leben rund 14.000 Einwohner. Die überbaute Fläche konzentriert sich auf das Ostufer. Kleinere Siedlungen existieren am Nord- und Nordwestufer. Ansonsten prägen Grünflächen, Wälder und kleine Seen die Landschaft. Es gibt drei Golfplätze: Royal Montreal Golf Club, Golf Saint-Raphaël und Elm Ridge Country Club. Im Norden der Insel liegt der Naturpark Bois-de-l’Île-Bizard, im südwestlichen Uferbereich ein Teil des Naturparks Cap-Saint-Jacques. Die Pont Jacques-Bizard führt über den Rivière des Prairies zum Stadtteil Sainte-Geneviève, eine Fähre stellt eine Verbindung mit Laval her. Hauptsehenswürdigkeit ist die 1843 erbaute Kirche Saint-Raphaël-Archange.

## Geschichte
In den ersten Jahrzehnten der französischen Kolonialherrschaft hieß die Insel noch Île Bonaventure. 1678 erhielt Jacques Bizard, ein Schweizer Offizier aus Bevaix bei Neuchâtel, die Grundherrschaft über die Insel zugesprochen. Die Besiedlung der bisher unbewohnten Insel begann in der ersten Hälfte des 18. Jahrhunderts, damals setzte sich auch die Bezeichnung Île Bizard durch.
Die Grundherrschaft, die zuletzt nach mehreren Besitzerwechseln dem einflussreichen Politiker Denis-Benjamin Viger gehörte, wurde 1855 aufgelöst. An ihre Stelle trat die neue selbstverwaltete Gemeinde Saint-Raphaël-de-l’Île-Bizard. Bis weit ins 20. Jahrhundert hinein blieb die Insel landwirtschaftlich geprägt, eine Autobahn in der Nähe sorgte aber für einen Entwicklungsschub. 1995 erhielt die Gemeinde den Stadtstatus und benannte sich in L’Île-Bizard um.
Am 1. Januar 2002 fusionierte L’Île-Bizard mit der Stadt Montreal. Gegen die von der Provinzregierung verfügte Fusion kam ein Referendum zustande. Zwar stimmte am 20. Juni 2004 eine Mehrheit für die Loslösung, doch das erforderliche Quorum (Zustimmung von 35 % aller Stimmberechtigten) wurde nicht erreicht. Seit dem 1. Januar 2006 bilden L’Île-Bizard und Sainte-Geneviève zusammen das Arrondissement L’Île-Bizard–Sainte-Geneviève.